# Parti social-démocrate (Moldavie)
Pour les articles homonymes, voir Parti social-démocrate.
Le Parti social-démocrate (en roumain, Partidul Social Democrat, PSD) est un parti politique moldave, fondé le 13 mai 1990, auparavant connu sous le nom de Parti social-démocrate de Moldavie (Partidul Social-Democrat din Moldova, PSDM). Son leader est Dumitru Braghiș. Il est membre observateur de l'Internationale socialiste.
Aux élections législatives du 6 mars 2005, il ne dépasse pas le seuil fatidique de 6 % (2,9 %) et n'emporte en conséquence aucun siège. La même chose se reproduit le 5 avril 2009, lors des élections suivantes (3,72 %).
En décembre 2007, il fusionne avec le Parti démocrate social (en roumain Partidul Democrației Sociale, PDS) de l'ancien Premier ministre Dumitru Braghis, qui en devient le leader. En juin 2008, Eduard Musuc a formé une coalition anti-démocrate avec le Parti des communistes de la République de Moldavie et des Chrétiens-démocrates afin de devenir le maire de Chisinau. Du coup, certains adhérents quittent le PSD pour rejoindre le Parti libéral-démocrate de Moldavie.